# Norberto Mourão
Norberto Mourão (29 de octubre de 1980) es un deportista portugués que compite en piragüismo adaptado. Ganó una medalla de bronce en los Juegos Paralímpicos de Tokio 2020, en la prueba VL2.

## Palmarés internacional
| Juegos Paralímpicos | Juegos Paralímpicos | Juegos Paralímpicos | Juegos Paralímpicos |
| Año                 | Lugar               | Medalla             | Prueba              |
| ------------------- | ------------------- | ------------------- | ------------------- |
| 2020                | Tokio (Japón)       | Medalla de bronce   | VL2                 |